# Norihito
Norihito do Japão, príncipe Takamado (高円宮憲仁親王, Takamado no miya Norihito shinnō; 29 de dezembro de 1954 — 21 de novembro de 2002) foi o terceiro filho do príncipe Takahito Mikasa. Primo do imperador Akihito, ele era o sétimo na linha de sucessão ao Trono do Crisântemo.
Em 1978, ele graduou-se pela faculdade de Direito da Universidade de Gakushuin. Subsequentemente, até 1981, estudou em Queen's University, em Kingston, Canadá. Até 2002, Norihito trabalhou como um administrador da Fundação Japão, que tem o objetivo de promover a cultura japonesa.
Norihito ficou noivo de Hisako Tottori no dia 17 de setembro de 1984. Eles se casaram em 6 de dezembro daquele ano. Tiveram três filhas:
- Tsuguko de Takamado (n. 8 de março de 1986);
- Noriko Senge (n. 22 de julho de 1988);
- Ayako de Takamado (n. 15 de setembro de 1990).

Norihito foi presidente ou presidente honorário de várias organizações relacionadas com a música, dança, intercâmbio e esportes. Visitou mais de trinta países ao lado de sua esposa, representando o Japão.
Em 21 de novembro de 2002, enquanto jogava squash com o embaixador Robert G. Wright, na embaixada canadense em Tóquio, Norihito repentinamente se sentiu mal e foi levado às pressas para o hospital, onde morreu de insuficiência cardíaca.
O funeral do príncipe ocorreu no Cemitério Toshimagaoka, ao norte de Tóquio.

## Títulos e estilos
- 29 de dezembro de 1954 - 01 de dezembro de 1984 Sua Alteza Imperial o príncipe Norihito de Mikasa
- 01 de dezembro de 1984 - 21 Novembro 2002: Sua Alteza Imperial o príncipe Takamado

## Honras

### Honras nacionais
- Grande Cordão da Ordem do Crisântemo

### Distinções no exterior
- Gronelândia: Medalha de Benemérito Serviço Nersornaat
- Itália: Cavaleiro da Grande Cruz da Ordem do Mérito da República Italiana (1982/09/03);

### Posições honorários
- Presidente Honorário da Associação Japonesa de Futebol
- Presidente Honorário da Associação Japonesa de esgrima
- Presidente Honorário do Japão Squash Association
- Presidente Honorário da Federação da All Japan Baseball
- Presidente Honorário da Fundação Japão Associação de Estudantes
- Presidente honorário do resgate Japan Society mal
- Presidente da Federação de Amador de Japão Orquestras